# Michel Chossudovsky
Michel Evgenij Chossudovsky (* 1946) ist ein kanadischer Professor der Wirtschaftswissenschaften an der Universität Ottawa. Bekanntheit erlangte er durch seine antiwestlichen und globalisierungskritischen Publikationen und durch seine Herausgeberschaft des Centre for Research on Globalization und dessen Website globalresearch.ca, die Verschwörungstheorien verbreiten.

## Biographie
Michel Chossudovsky ist der Sohn des jüdisch-russischen Wirtschaftswissenschaftlers und UN-Diplomaten Evgeny Chossudovsky (* 15. August 1914, † 4. Januar 2006) und dessen irischer Frau Rachel Chossudovsky geb. Sullivan († 1996). Er belegte den Bachelor-Studiengang für Wirtschaftswissenschaften an der University of Manchester, in einem Zweitstudium erwarb er sich am internationalen Institute of Social Studies (ISS) in Den Haag das Diplom für ökonomische Planung. Für seine Dissertation wechselte er zur University of North Carolina.

## Positionen
Im deutschsprachigen Raum ist er als Gegner der Militärpolitik der USA in Asien und auf dem Balkan bekannt geworden. Dies gilt auch für das Centre for Research on Globalization, wo er als Herausgeber fungiert. Chossudovsky schrieb auch Beiträge für die Zeitschriften Le Monde diplomatique, Third World Resurgence und Covert Action Quarterly.
Er nimmt an, die USA hätten eine Waffe für eine neue Weltordnung, welche den Klimawandel herbeiführen könne und behauptet, sie hätten im Voraus um den Tsunami von 2004 gewusst. Schon im Jahr 2006 waren zudem antisemitische Postings auf seiner Seite kritisiert worden.
Im Jahr 2011 warf sein Blog dem Weißen Haus unter Präsident Obama vor, nur ein Instrument der Reichen und Mächtigen zu sein, eine Attribution, welche früher nur republikanischen Regierungen gemacht worden war. 2013 wurden hingegen die „Demokratischen Prinzipien“ Venezuelas unter Präsident Chavez gewürdigt.
Robert Misik erwähnte zur russischen Propaganda gegen die Ukraine die Seite von Globalresearch als Seite, auf welcher Autoren aus dem typischen Autorenpool von Voice of Russia tätig sind, welche auch auf weiteren, sich als globalisierungskritisch ausgebenden Webseiten aktiv sind. Als Publikum nannte er linke Globalisierungsgegner, rechte Wirrköpfe und Verschwörungstheoriefreunde mit deren Hang, „Wahrheiten“ prinzipiell nur abseits der sogenannten Mainstreammedien zu suchen.

## Mitgliedschaften
Chossudovsky war Präsident der Canadian Association of Latin American and Caribbean Studies. Er ist weiterhin Mitglied von Forschungsorganisationen wie dem Committee on Monetary and Economic Reform (COMER), dem Geopolitical Drug Watch (OGD) und dem International People’s Health Council (IPHC).

## Schriften
- The globalisation of poverty. Impacts of IMF and World Bank reforms. Zed Books, London u. a. 1996, ISBN 1-85649-401-2.
- F. Josie (Hrsg.): “Financial warfare” triggers global economic crisis. In: …and our rice pots are empty: the social cost of the economic crisis. Consumers International. Regional Office for Asia and the Pacific, Penang 1998, ISBN 967-9973-86-7, S. 40–51.
- Hannes Hofbauer (Hrsg.): Balkankrieg. Die Zerstörung Jugoslawiens. mit Beiträgen von Michel Chossudovsky. Promedia, Wien 1999, ISBN 3-85371-149-9.
- Global brutal. Der entfesselte Welthandel, die Armut, der Krieg. Zweitausendeins, Frankfurt 2002, ISBN 3-86150-441-3.
- The Globalization of Poverty and the New World Order. Global Outlook, Oro-Medonte 2003, ISBN 0-9737147-0-0. Leseprobe (Memento vom 8. November 2014 im Webarchiv archive.today)
- Geostrategische Erfolge der USA. In: Ronald Thoden (Hrsg.): Terror und Staat: Der 11. September. Hintergründe und Folgen. Kai Homilius Verlag, Werder (Havel) 2004, ISBN 3-89706-882-6, S. 292–304.
- Das Szenario eines Dritten Weltkriegs: Die geheimen Pläne des Pentagons zur Errichtung einer Neuen Weltordnung. Kopp Verlag, Rottenburg 2012, ISBN 978-3-86445-034-1.